# Flegetonte
Il Flegetonte (in greco antico: Φλεγέθων?, Phlegéthōn) o Piriflegetonte (Πυριφλεγέθων, Pyriphlegéthōn) è uno dei fiumi (Potamoi) che scorrono nell'Ade, l'oltretomba nella mitologia greca. Il fiume infernale scorre attorno a Erebo che rappresenta la parte più tenebrosa dell'Ade e confluisce, assieme al Cocito, nell'Acheronte. Il suo nome significa "fiume del fuoco".
(Boccaccio, Esposizioni XIV.43)
Il termine Piriflegetonte è quello più antico, presente nell'Odissea, ove viene menzionato da Circe quando impartisce a Ulisse le istruzioni per evocare Tiresia: egli deve compiere il rituale presso la roccia situata esattamente alla confluenza del Cocito e del Piriflegetonte.
Platone nel Fedone lo descrive come un fiume di fuoco che alimenta una vasta palude ignea. Secondo Platone, nel fiume ardente sono immersi, come supplizio, i parricidi e i matricidi.
Il Flegetonte viene citato nell'Eneide nell'invocazione compiuta da Enea al momento del suo ingresso negli inferi. L'eroe troiano sta seguendo le istruzioni della Sibilla per raggiungere il Tartaro e rivedere lo spirito del proprio padre Anchise. Il Flegetonte viene successivamente descritto come un fiume impetuoso e fiammeggiante che circonda le alte mura del Tartaro.
Nelle Metamorfosi di Ovidio, Ascalafo viene asperso con l'acqua del Flegetonte e trasformato in un gufo come punizione per aver condannato, con la sua delazione, Proserpina a rimanere per sempre nel regno dei morti.
Flegetonte e Cocito sono indicati nella Tebaide di Stazio come due divinità stillanti, rispettivamente, fuoco e lacrime che aiutano Minosse nel giudizio delle anime.
Il Flegetonte compare anche nel Canto XII della Divina Commedia di Dante Alighieri, nel quale non è rappresentato come un fiume di fuoco, bensì di sangue bollente, dove sono immersi i violenti verso il prossimo (tiranni, omicidi, predoni e ladroni).

### Fonti primarie
- Omero, Odissea;
- Platone, Fedone;
- Ovidio, Metamorfosi;
- Stazio, Tebaide;
- Virgilio, Eneide.

### Fonti secondarie
- Omero, Odissea, traduzione di Rosa Calzecchi Onesti (1963-1997), Torino, Giulio Einaudi Editore, 1997.
- Arianna Punzi, Boccaccio lettore di Stazio (PDF), in Semestrale di Studi (e Testi) italiani, n. 6, DISp - Sapienza Università di Roma,  135-145. URL consultato il 5 marzo 2018 (archiviato dall'url originale il 9 giugno 2006).
- Giuseppina Secchi Mestica, Dizionario universale di mitologia, Milano, Edizione CDE su licenza Rusconi Libri, 1992.
- Scheda su Flegetonte con estratti delle ricorrenze in vari testi letterari classici . In Theoi Project. Guide to Greek Mithology.